# Dreizahn-Vielfraßschnecke
Die Dreizahn-Vielfraßschnecke (Chondrula tridens), auch Dreizähnige Vielfraßschnecke, Dreizahnturmschnecke oder Dreizahn-Turmschnecke ist eine Art der Familie der Vielfraßschnecken (Enidae) aus der Unterordnung der Landlungenschnecken (Stylommatophora).

## Merkmale
Das walzen- bis eiförmige Gehäuse der Dreizahn-Vielfraßschnecke ist 9 bis 12 mm hoch (selten auch bis 16 mm) und 4 bis 4,5 mm breit. Die Gehäusehöhe kann bei gleicher Breite innerhalb einer Population stark variieren. Im Südosten des Verbreitungsgebietes sind die Gehäuse größer als im Norden. Das Gehäuse weist sieben bis acht Windungen auf, die an der Peripherie nur leicht konvex gewölbt sind. Die Nähte zwischen den Windungen sind nur flach eingetieft. Der Apex ist kegelig. Die Mündung ist schief U-förmig und etwas variabel, besonders in der Breite. Der Mündungsrand ist nur schwach erweitert und umgebogen, aber kräftig durch eine weißliche Lippe verdickt. Die Ansatzstellen der Mündung an die vorige Windung sind durch einen schwachen Kallus miteinander verbunden. Die Mündungsbewehrung besteht aus drei kräftigen Hauptzähnen, einem Parietalzahn, einem Columellarzahn und einem auf der Außenlippe sitzenden, dicken Palatalzahn. Häufig ist zudem ein kleiner Angularzahn ausgebildet, und selten auch ein schwacher oberer Palatalzahn. Juvenile Tiere tarnen ihre Gehäuse oft mit Detritus und Kot.
Das Gehäuse ist hornfarben bis rotbraun gefärbt. Die Oberfläche ist schwach und unregelmäßig gestreift, und matt glänzend. Die Schale des Gehäuses ist vergleichsweise dickwandig und nur schwach durchscheinend.
Im männlichen Trakt des Geschlechtsapparates tritt der wenige gewundene Samenleiter in den vergleichsweise kurzen Epiphallus ein. An der Eintrittsstelle sitzt ein wurmförmiges Flagellum. Etwa mittig bezogen auf die Epiphalluslänge sitzt das kleine, flachkonische Epiphalluscaecum. Penis und Epiphallus haben in etwa dieselbe Länge. Am Übergang Epiphallus/Penis ist der Penis stark verdickt. Die Dicke nimmt zur Einmündung des Penis in das Atrium allmählich auf etwa die Hälfte ab. Peniscaecum und Penisappendix fehlen. Der einheitliche Retraktormuskel setzt in der proximalen Penishälfte (zum Epiphallus hin) an. Im weiblichen Trakt hat der freie Eileiter (Ovidukt) in etwa dieselbe Länge wie die Vagina. Die Spermathek ist mäßig lang, der Stiel gewunden. Die Blase kommt etwa in der Nähe der Prostata zu liegen. Kurz vor der Blase zweigt ein mäßig langes Divertikel ab.

## Geographische Verbreitung und Lebensraum
Das Verbreitungsgebiet der Art erstreckt sich von Südwest- und Ostfrankreich über die Schweiz und Österreich durch das südliche Europa und den nördlichen Mittelmeerraum bis in den südlichen Ural, Kleinasien und den nördlichen Iran. Im Norden kommen einzelne zerstreute Vorkommen bis an den Mittelrhein und Thüringen, im Osten bis Litauen und Mittelrussland vor. In der Schweiz steigt sie bis auf 1500 m, in Bulgarien bis auf 1900 m über Meereshöhe an.
Die Dreizahn-Vielfraßschnecke lebt auf kalkhaltigen, warmen und trockenen Standorten mit wenig Pflanzenbewuchs oder Magerrasen. Sie ist gelegentlich auch an felsigen Standorten anzutreffen. Bei längerer Trockenheit verkriecht sie sich in Ritzen und Spalten des Erdreichs und hält eine Trockenruhe. Man findet sie gelegentlich an Grashalmen angeheftet. Die Tiere fressen totes Pflanzenmaterial.

## Taxonomie
Das Taxon wurde 1774 von Otto Friedrich Müller als Helix tridens erstmals beschrieben. Sie ist die Typusart der Gattung Chondrula Beck, 1837.

## Gefährdung
Die Dreizahn-Vielfraßschnecke ist in Deutschland und der Schweiz stark gefährdet.

## Belege

### Online
- Animal Base: Chondrula tridens (Müller, 1774)

## Anmerkung
1. ↑  Jungbluth und von Knorre (2008) schlagen für die Familie Enidae den deutschen Trivialnamen Turmschnecken vor, entsprechend wird Chondrula tridens als Dreizahn-Turmschnecke bezeichnet. Da der Trivialname Turmschnecken bereits für eine marine Schneckengruppe (Turmschnecken = Turritellidae) vergeben ist, wird hier der ältere und in der (älteren) Literatur durchgehend verwendete Name Vielfraßschnecken für die Familie Enidae, und entsprechend Dreizahn-Vielfraßschnecke für die Art Chondrula tridens benutzt.